# 吴亚玲
吴亚玲（1961年—），生于安徽省芜湖，黄梅戏演员，一级演员，曾被称作黄梅戏五朵金花之一。2002年，凭借作品《墙头马上》获得第19届中国戏剧梅花奖。

## 主要作品

### 黄梅戏舞台剧
- 《天仙配》(饰演七仙女)
- 《女驸马》(饰演公主)
- 《红丝错》(饰演张榴花)
- 《千秋架》(饰演公主)
- 《哑女告状》（饰掌上珠）

### 黄梅戏电影
- 《龙女》(饰演珍姑)

### 黄梅戏电视剧
- 《狐女婴宁》(饰演婴宁)
- 《遥指杏花村》(饰演桂芳)